# 韩城大禹庙
35°29′00″N 110°28′41″E / 35.48333°N 110.47806°E
韩城大禹庙位于中国陕西省韩城市新城街道周原村东，1996年被列为第四批全国重点文物保护单位。

## 历史
大禹庙是祭祀大禹的场所。韩城大禹庙始建于元大德五年（1301年），明万历七年（1579年）重修。

## 建筑
大禹庙现存主要建筑有献殿和正殿。献殿面阔10.3米，进深6米，单檐硬山顶。正殿面阔三间11.2米，进深两间6.8米，单檐悬山顶。殿内保存有清代壁画及木匾，及泥塑彩绘禹王像和郭子仪像。

## 保护
1985年5月，大禹庙列为韩城市重点文物保护单位。1996年11月20日，韩城大禹庙由中华人民共和国国务院公布为第四批全国重点文物保护单位，编号4-126。